# Épicondyle
Un épicondyle est un processus osseux arrondi qui repose sur un condyle.
Les différents épicondyles du squelette humain sont :
- l'épicondyle latéral de l'humérus,
- l'épicondyle latéral du fémur,
- l'épicondyle médial de l'humérus,
- l'épicondyle médial du fémur.

Chez les oiseaux : 
- l'épicondyle ventral de l'humérus.